# Vlasta Vrbková
Vlasta Vrbková, coniugata Mottlová (Kyjov, 19 settembre 1953), è un'ex cestista cecoslovacca.

## Carriera
Con la Cecoslovacchia ha disputato i Giochi olimpici di Montréal 1976, i Campionati mondiali del 1975 e tre edizioni dei Campionati europei (1974, 1976, 1978).